# Список глав государств в 1539 году
Список глав государств в 1538 году — 1539 год — Список глав государств в 1540 году — Список глав государств по годам

## Азия
- Аргунская династия — Хусейн Шах, султан (1524—1554)
- Бруней — Саиф Риджал, султан (1530—1581)
- Бухарское ханство — Убайдулла, хан (1533—1540)
- Великих Моголов империя — Хумаюн, падишах (1530—1540, 1555—1556)
- Грузинское царство — 
  -  Гурийское княжество — Ростом Гуриели, князь (1534—1564)
  -  Имеретинское царство — Баграт III, царь (1510—1565)
  -  Кахетинское царство — Леван, царь (1518—1574)
  -  Картлийское царство — Луарсаб I, царь (1527—1556)
- Дайвьет — 
  - Мак Данг Зоань, император (1529—1540)
  - Ле Чанг-тонг, император (1533—1548)
- Индия —
  - Амбер (Джайпур) — Ратан Сингх, раджа[кат.] (1537—1548)
  - Ахмаднагарский султанат — Бурхан Низам-шах I, султан (1510—1553)
  - Ахом — 
    - Сухунгмунг, махараджа[англ.] (1497—1539)
    - Секленмунг, махараджа[англ.] (1539—1552)

  - Берарский султанат — Дарйа Имад-шах, султан (1529—1562)
  - Бидарский султанат — Амир Барид-шах I, султан (1527—1542)
  - Биджапурский султанат — Ибрагим Адиль Шах I, султан (1534—1558)
  - Биканер — Жаит Сингх, раджа[англ.] (1526—1542)
  - Бунди — Суртан Сингх, раджа (1531—1554)
  - Бхавнагар — Сартанжи Рамдасжи, раджа (1535—1570)
  - Виджаянагарская империя — Ачьютадеварайя, махараджадхираджа (1529—1542)
  - Гаджапати[англ.] — Пратапарудра Дева, царь[англ.] (1497—1540)
  - Голконда — Кули Кутб Шах, султан[англ.] (1512—1543)
  - Гуджаратский султанат — Махмуд-шах III, султан (1537—1554)
  - Делийский султанат (Суриды) — Шер-шах, султан (1539 — 1545)
  - Джайнтия[англ.] — Бурха Парбат Раи, раджа[англ.] (1532—1548)
  - Джайсалмер — Лункаран Сингх, раджа (1530—1551)
  - Дженкантал[англ.] — Хари Сингх, раджа[кат.] (1530—1594)
  - Джалавад (Дрангадхра) — Мансихжи I Раножи, сахиб (1522—1563)
  - Дунгарпур — Притвираж Сингх, раджа (1527—1549)
  - Камата — Бисва Сингха, махараджа[англ.] (1515—1540)
  - Качари — Детсун, царь (ок. 1511 — ок. 1539)
  - Кашмир — Шамс ад-дин-шах II, султан (1537—1540)
  - Кочин — Веера Керала Варма I, махараджа (1537—1565)
  - Майсур — Шамараджа III, махараджа (1513—1553)
  - Малавский султанат — Кадир-шах, султан (1539 — 1542)
  - Манди — Чхатар Сен, раджа (1534—1554)
  - Манипур — Кабомба, раджа[англ.] (1524—1542)
  - Марвар (Джодхпур) — Малдев Ратор, раджа (1532—1562)
  - Мевар — Банбир Сингх, махарана (1537—1540)
  - Орчха — Бхаратичанд, раджа (1531—1554)
  - Пратабгарх — Раи Сингх, махараджа (1535—1552)
  - Рева — Вир Сингх Део, раджа (1500—1540)
  - Самбалпур[англ.] — Мадхукар Саи, раджа[англ.] (1534—1578)
  - Сирохи — Акхай Радж I, раджа (1533—1543)
  - Хандешский султанат — Мубарак-шах II, султан (1537—1566)
  - Чамба — Ганеза Верман, раджа (1512—1559)
- Индонезия —
  - Аче — Алауддин аль Кухар, султан (1537—1571)
  - Бантам — Сусухун Гунунг Джати (Фалета-хан), султан (1526—1552)
  - Бачан — Зайнал Абидин, султан[англ.] (ок. 1512 — ок. 1557)
  - Демак — Тренггана, султан (1521—1548)
  - Калиньямат[англ.] — Хадлирин, султан[англ.] (1527—1549)
  - Сунда — Рату Девата (Сан Рату Джая Девата), махараджа (1535—1543)
  - Сулу — Муиззул-Мутавади, султан[англ.] (1527—1548)
  - Тернате — Хайрун Джамиль, султан (1535—1570)
  - Чиребон[англ.] — Сунан Гугунгжати, султан[англ.] (1479—1568)
- Иран (Сефевиды) — Тахмасп I, шахиншах (1524—1576)
  -  Каркия — Ахмад-хан, амир (1538—1592)
  -  Падуспаниды — 
    - Каюс III, малек (в Кожуре) (1507—1543)
    - Бахман, малек (в Нуре) (1507—1550)
- Казахское ханство — Хак-Назар, хан (1538—1580)
- Камбоджа — Анг Чан I, король[англ.] (1521—1566)
- Китай (Империя Мин)  — Цзяцзин (Чжу Хоуцун), император (1521—1567)
- Лансанг  — Потисарат I, король (1520—1547)
- Малайзия — 
  - Джохор — Ала ад-дин Риайат-шах I, султан (1528—1564)
  - Кедах — Махмуд Шах II, султан[англ.] (1506—1546)
  - Келантан — Ахмад Шах ибн аль-Мартум Мансур, султан[англ.] (1526—1547)
  - Паттани — Муджаффар Шах, султан (1530—1564)
  - Паханг — Музаффар-шах I, султан (1530—1540)
  - Перак — Музаффар-шах I, султан (1528—1549)
- Мальдивы — Хассан VIII, султан (1529—1549)
- Могулистан — Мансур, хан (в Восточном Могулистане)  (1514—1543)
- Могулия (Яркендское ханство) — Абд ар-Рашид I, хан  (1533—1559)
- Монгольская империя (Северная Юань) — Боди-Алаг, великий хан (1519—1547)
- Мьянма — 
  - Ава — Тоханбва, царь[англ.] (1527—1542)
  - Аракан (Мьяу-У) — Мин Бин, царь[англ.] (1531—1554)
  - Пьи — 
    - Нарапати, царь[англ.] (1532—1539)
    - Мингаун, царь[англ.] (1539—1542)

  - Таунгу — Тэбиншвети, царь[англ.] (1530—1540)
  - Хантавади — 
    - Такаюпти, царь[англ.] (1526—1539)
    - в 1539 году завоевано царством Таунгу (до 1550 года)
- Непал (династия Малла) —
  - Бхактапур — Прана Малла, раджа[англ.] (1519—1547)
  - Катманду (Кантипур) — Нарендра Малла, раджа[англ.] (1538—1560)
- Ногайская Орда — Сайид Ахмад, бий (1524 — ок. 1541)
- Оман — Баракат ибн Мухаммед, имам (1529—1560)
- Османская империя — Сулейман I Великолепный, султан (1520—1566)
  - Рамазаногуллары (Рамаданиды) — Пири Мехмед Паша, бей (1520—1568)
- Рюкю — Сё Сэй, ван (1526—1555)
- Таиланд — 
  - Аютия — Чаирачатират, король (1534—1546)
  - Ланнатай — Саикхам, король[англ.] (1538—1543)
- Тибет — Нгаванг Тоши Дракпа, гонгма[англ.] (1499—1554, 1556/1557—1564)
- Филиппины — 
  - Магинданао — Шариф Мухаммед Кабунгсуан, султан (1520—1543)
  - Тондо — Салалила, раджа[англ.] (ок. 1515 — ок. 1558)
- Чосон  — Чунджон, ван (1506—1544)
- Шри-Ланка — 
  - Джафна — Канкили I, царь[фр.] (1519—1561)
  - Канди — Джаявеера Астана, царь[англ.] (1511—1551)
  - Котте — Бхуваньякабаху VII, царь (1521—1551)
  - Ситавака — Маядунне, царь (1521—1581)
- Япония — 
  - Томохито (Го-Нара), император (1526—1557)
  - Сёгунат Муромати — Асикага Ёсихару, сёгун (1521—1546)

## Америка
- Империя инков — Манко II, сапа инка (1533—1544)
- Конфедерация Муисков[англ.] — Акиминсаке, заку[англ.] (1537—1540)
- Новая Испания — Антонио де Мендоса, вице-король (1535—1550)

## Африка
- Абдальвадиды (Зайяниды) — Абу Мухаммед II, султан (1528—1540)
- Адаль — Умардин Мухаммед, султан (1526—1553)
- Багирми — Лубатко, султан (1536—1548)
- Бамум — Нгоу I, мфон (султан)[англ.] (1519—1544)
- Бени-Аббас[англ.] — Абдельазиз, султан[фр.] (1510—1559)
- Бенинское царство — Эсиги, оба[англ.] (1504—1547)
- Борну — 
  - Али, маи[нем.] (1538—1539)
  - Дунама V, маи[нем.] (1539—1557)
- Буганда — Накибинге, кабака (ок. 1524 — ок. 1554)
- Варсангали[англ.] — Юсуф, султан[кат.] (1525—1555)
- Вогодого — Кида, нааба (ок. 1520 — ок. 1540)
- Джолоф — Бираима Диеме-Кумба, буур-ба[англ.] (1527—1543)
- Кано[англ.] — Мухаммад Кисоки, султан[англ.] (1509—1565)
- Каффа — Води Гафо, царь (ок. 1530 — ок. 1565)
- Конго — Нзинга Мбемба (Афонсу I), маниконго[англ.] (ок. 1509 — 1542/1543)
- Мали — Мамаду II, манса (1496—1559)
- Марокко (Ваттасиды) — Абу-ль-Аббас Ахмад, султан (1526 — 1545, 1547—1549)
- Массина — 
  - Савади, ардо (1510—1539)
  - Ило, ардо (1539—1540)
- Мутапа — Нешангве Мунембире, мвенемутапа[англ.] (1530—1550)
- Ндонго — Килаунжи Киа Самба, нгола[англ.] (ок. 1515 — 1556)
- Нри[англ.] — Фенену, эзе[англ.] (1512—1582)
- Руанда — Руганзу II, мвами (1510—1543)
- Салум — Латминге Дьелен Ндиае, маад (1520—1543)
- Свазиленд — Нгване II, вождь (ок. 1520 — ок. 1550)
- Сеннар — Наиль, мек (1534—1551)
- Сонгай — 
  - Аския Исмаил, император (1537—1539)
  - Аския Исхак I, император (1539—1549)
- Твифо-Эман[англ.] — Одуру, аквамухене[англ.] (ок. 1520 — ок. 1540)
- Хафсиды — Мухаммад аль-Хасан, халиф (1526—1543)
- Эфиопия — Давид II, император (1508—1540)

## Европа
- Англия — Генрих VIII, король (1509—1547)
- Андорра — 
  - Генрих II, король Наварры, князь-соправитель (1517—1555)
  - Франсеск де Урриэс, епископ Урхельский, князь-соправитель (1534—1551)
- Астраханское ханство — 
  - Дервиш-Али, хан (1537—1539, 1554—1556)
  - Абдул-Рахман, хан (1533—1537, 1539—1545)
- Валахия — Раду VII Паисий, господарь (1535—1545)
- Венгрия — Фердинанд I, король (в Западной Венгрии) (1526—1564)
- Восточно-Венгерское королевство — Янош I Запольяи, король (1526—1540)
- Дания — Кристиан III, король (1534—1559)
- Ирландия —
  - Десмонд — Домналл ан Друйминин Маккарти, король (1516—1558)
  - Тир Эогайн — Конн Баках мак Куинн О’Нилл, король (1519—1559)
  - Томонд — 
    - Конхобар мак Тойрделбайг О’Брайен, король (1528—1539)
    - Мурроу О’Брайен, король (1539—1543)
- Испания —
  - Арагон — Карлос I, король (1516—1556)
  - Кастилия и Леон — Хуана I Безумная, королева (1504—1555)
  - Наварра — Генрих (Энрике) II, король (1517—1555)
- Италия —
  - Венецианская республика — Пьетро Ландо, дож (1539—1545)
  - Гвасталла — 
    - Луиза Торелли, графиня (1522—1539)
    - Ферранте I Гонзага, граф (1539—1557)

  - Генуэзская республика — 
    - Джованни Баттиста Дориа, дож (1537—1539)
    - Джаннандреа Джустиниани, дож (1539—1541)

  - Мантуя — Федерико II Гонзага, герцог (1519—1540)
  - Масса и Каррара — Риччарда Маласпина, маркграфиня (1519—1546, 1547—1553)
  - Монтекьяруголо — Паоло Торелли, граф (1518—1545)
  - Пьомбино — Якопо V Аппиани, князь (1511—1545)
  - Салуццо — Габриеле ди Салуццо, маркграф (1537—1548)
  - Урбино — Гвидобальдо II делла Ровере, герцог (1538—1574)
  - Феррара, Модена и Реджо — Эрколе II д’Эсте, герцог (1534—1559)
  - Флорентийское герцогство — Козимо I, герцог (1537—1569)
- Казанское ханство — Сафа-Гирей, хан (1524 — 1531, 1536 — 1546, 1546 — 1549)
- Крымское ханство — Сахиб I Герай, хан (1532—1551)
- Ливонский орден — Герман фон Брюггеноэ, ландмейстер (1535—1549)
- Литовское княжество — Сигизмунд I Старый, великий князь (1506—1548)
- Молдавское княжество — Стефан V Лакуста, господарь (1538—1540)
- Монако — Оноре I, сеньор (1523—1581)
- Московское великое княжество — Иван IV Васильевич Грозный, государь всея Руси (1533—1547)
- Наксосское герцогство — Джованни IV, герцог (1517—1564)
- Норвегия — Кристиан III, король (1534—1559)
- Папская область — Павел III, папа (1534—1549)
- Польша — Сигизмунд I Старый, король (1506—1546)
- Португалия — Жуан III Благочестивый, король (1521—1557)
- Священная Римская империя — Карл V, император (1519—1556)
  - Австрия — Фердинанд I, герцог (1521—1564)
  - Ангальт — 
    - Ангальт-Дессау — 
      - Иоганн IV, князь (1516—1544)
      - Георг III, князь (1516—1544)
      - Иоахим, князь (1516—1561)

    - Ангальт-Кётен — Вольфганг, князь (1508—1562)

  - Ансбах — Георг, маркграф (1515—1543)
  - Бавария — 
    - Вильгельм IV, герцог (1508—1550)
    - Людвиг X, герцог (1514—1545)

  - Баден — 
    - Баден-Баден — Филиберт, маркграф (1536—1569)
    - Баден-Дурлах — Эрнст, маркграф (1535—1553)

  - Байрет (Кульмбах) — Альбрехт II Алкивиад, маркграф (1527—1553)
  - Бранденбург — Иоахим II Гектор, курфюрст (1535—1571)
    - Бранденбург-Кюстрин — Иоганн, маркграф (1535—1571)

  - Брауншвейг — 
    - Брауншвейг-Вольфенбюттель — Генрих V, герцог (1514—1568)
    - Брауншвейг-Грубенхаген — Филипп I, герцог (1485—1551)
    - Брауншвейг-Каленберг — Эрих I, герцог (1491—1540)
    - Брауншвейг-Люнебург — 
      - Эрнест I, герцог (1520—1546)
      - Франц, герцог (1536—1549)

  - Вальдек — 
    - Вальдек-Вилдунген — Филипп IV, граф (1513—1574)
    - Вальдек-Ландау — Иоганн I, граф (1539—1567)
    - Вальдек-Эйсенберг — 
      - Филипп III, граф (1524—1539)
      - Вольрад II, граф (1539—1575)

  - Восточная Фризия — 
    - Энно II, граф (1528—1540)
    - Иоганн, граф (1528—1591)

  - Вюртемберг — Ульрих, герцог (1498—1519, 1534—1550)
  - Ганау — 
    - Ганау-Лихтенберг — Филипп IV, граф[англ.] (1538—1590)
    - Ганау-Мюнценберг — Филипп III, граф[англ.] (1529—1561)

  - Гессен — Филипп, ландграф (1509—1567)
  - Гольштейн-Пиннеберг — 
    - Иоанн V, граф (1531—1560)
    - Йобст II, граф (1531—1581)

  - Кёльнское курфюршество — Герман V фон Вид, курфюрст (1515—1546)
  - Лотарингия — Антуан II, герцог (1508—1544)
  - Майнцское курфюршество — Альбрехт Бранденбургский, курфюрст (1514—1545)
  - Мекленбург — 
    - Мекленбург-Гюстров — Альбрехт VII, герцог (1520—1547)
    - Мекленбург-Шверин[англ.] — Генрих V, герцог (1520—1552)

  - Монбельяр — Ульрих Вюртембергский, граф (1498 — 1519, 1534 — 1550)
  - Нассау — 
    - Нассау-Байлштайн[нем.] — 
      - Бернард, граф (1499—1556)
      - Иоганн III, граф (1513—1561)

    - Нассау-Вейльбург — Филипп III, граф (1523—1559)
    - Нассау-Висбаден-Идштейн[нем.] — Филипп I, граф (1511—1558)
    -  Нассау-Дилленбург[англ.] — Вильгельм I Богатый, граф (1516—1559)
    - Нассау-Саарбрюккен — Иоганн Людвиг, граф (1472—1545)

  - Ольденбург — 
    - Христоф, граф (1526—1566)
    - Антон I, граф (1526—1573)

  - Померания — 
    - Померания-Вольгаст — Филипп I Набожный, герцог (1531—1560)
    - Померания-Штеттин (Щецин) — Барним IX Благочестивый, герцог (1532—1569)

  - Пруссия — Альбрехт Бранденбург-Ансбахский, герцог (1525—1568)
  - Пфальц — Людвиг V, курфюрст (1508—1544)
    - Пфальц-Зиммерн[англ.] — Иоганн II, пфальцграф[англ.] (1509—1557)
    - Пфальц-Нойбург — 
      - Отто Генрих, пфальцграф (1505—1557)
      - Филипп, пфальцграф (1505—1541)

    - Пфальц-Цвейбрюккен — Вольфганг, пфальцграф (1532—1569)

  - Савойя — Карл III Добрый, герцог (1504—1553)
  - Саксония — Иоганн Фридрих Великодушный, курфюрст (1532—1547)
    - Саксен-Виттенберг — 
      - Георг Бородатый, герцог (1500—1539)
      - Генрих V Благочестивый, герцог (1539—1541)

    - Саксен-Ратцебург-Лауэнбург — Магнус I, герцог (1507—1543)

  - Трирское курфюршество — Иоганн фон Метценхаузен, курфюрст (1531—1540)
  - Чехия — Фердинанд I, король (1526—1564)
    - Силезские княжества —
      - Бжегское княжество — Фридрих II Легницкий, князь (1521—1547)
      - Зембицкое (Мюнстерберг) и Олесницкое княжества — 
        - Иоахим Подебрадович, князь (1536—1542)
        - Генрих II Подебрадович, князь (1536—1542)
        - Иоганн Подебрадович, князь (1536—1542, 1559—1565)
        - Георг II Подебрадович, князь (1536—1542)

      - Легницкое княжество — Фридрих II Легницкий, князь (1488—1547)
      - Любинское княжество — Анна Померанская, княгиня[пол.] (1521—1550)
      - Сцинавское княжество — Фридрих II Легницкий, князь[пол.] (1528—1547)
      - Тешинское (Цешинское) княжество — Вацлав III Адам, князь (1528—1579)

  - Шлезвиг-Голштейн — Кристиан III, герцог (1533—1544)
  - Юлих-Клеве-Берг — 
    - Иоганн III Миролюбивый, герцог (1521—1539)
    - Вильгельм, герцог (1539—1592)
- Франция — Франциск I, король (1515—1547)
  - Арманьяк — Генрих II д’Альбре, король Наварры, граф (1527—1555)
  - Бретань — Генрих II, герцог (1536—1547)
  - Овернь — Екатерина Медичи, графиня (1524—1569, 1574—1589)
  - Фуа — Генрих II д'Альбре, король Наварры, граф (1517—1555)
- Швеция — Густав I Ваза, король (1523—1560)
- Шотландия — Яков V, король (1513—1542)

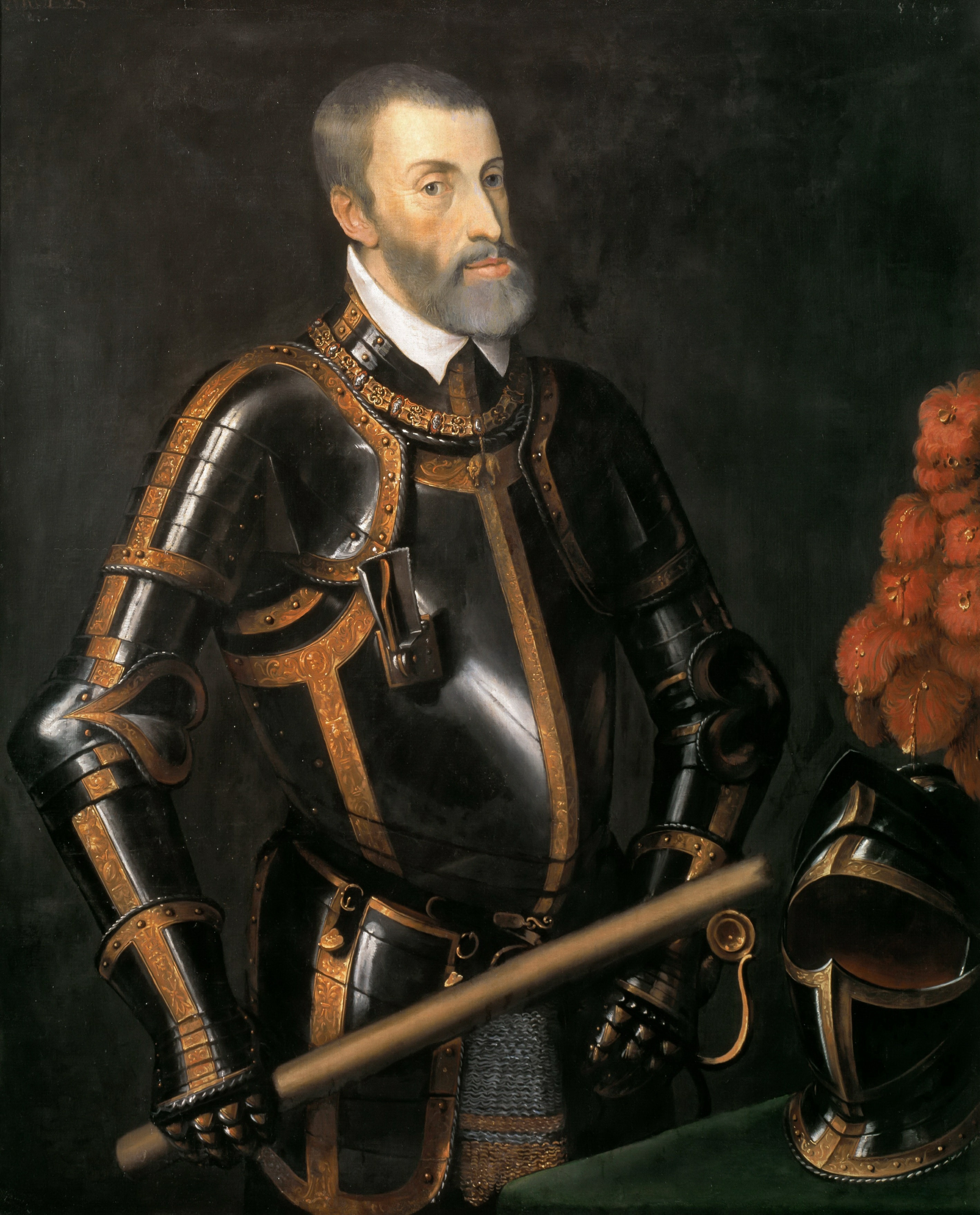
Карл V 1519—1556 Император Священной Римской империи, король Арагона, Неаполя и Сицилии
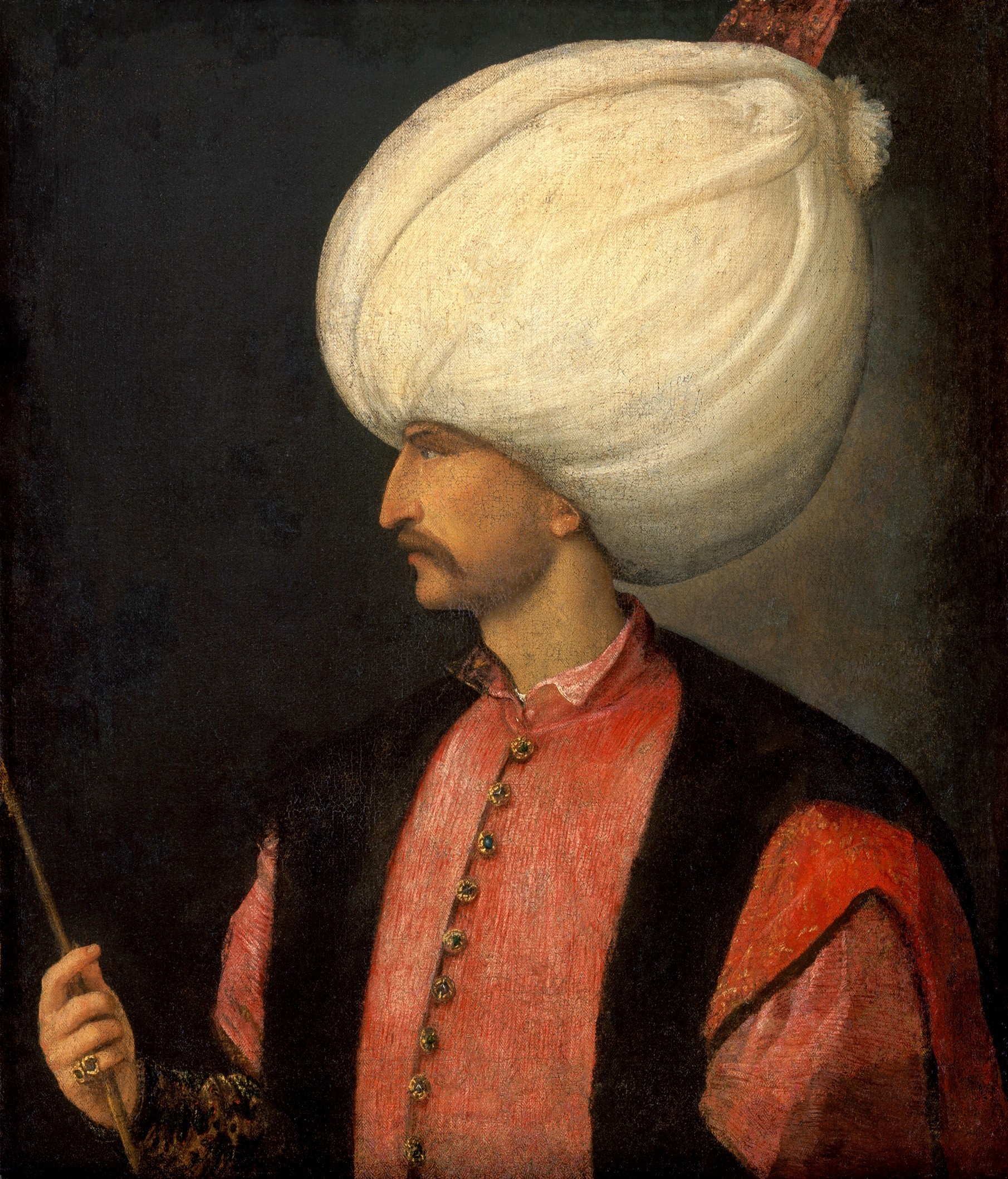
Сулейман I Великолепный 1520—1566 Османский султан
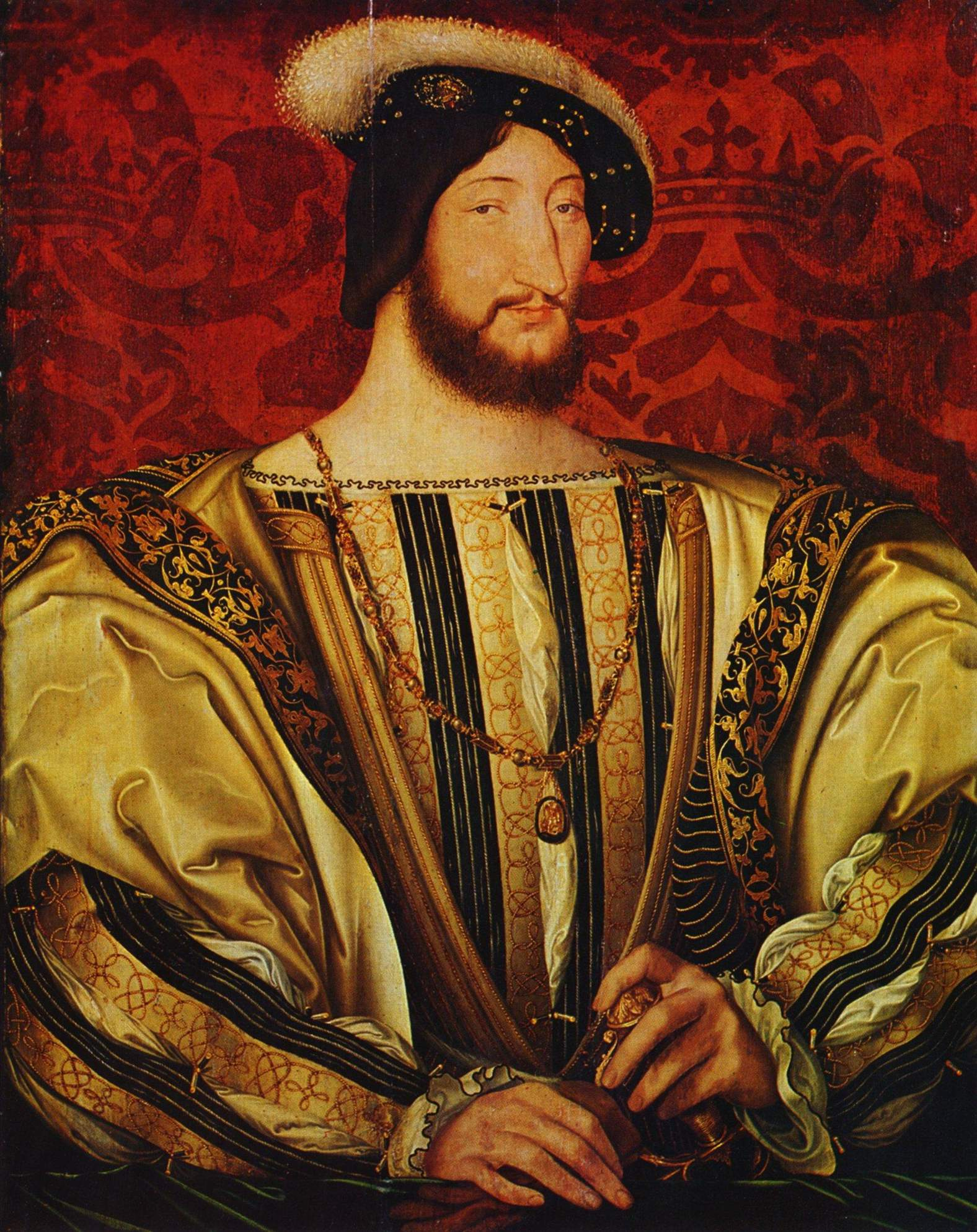
Франциск I 1515—1547 Король Франции
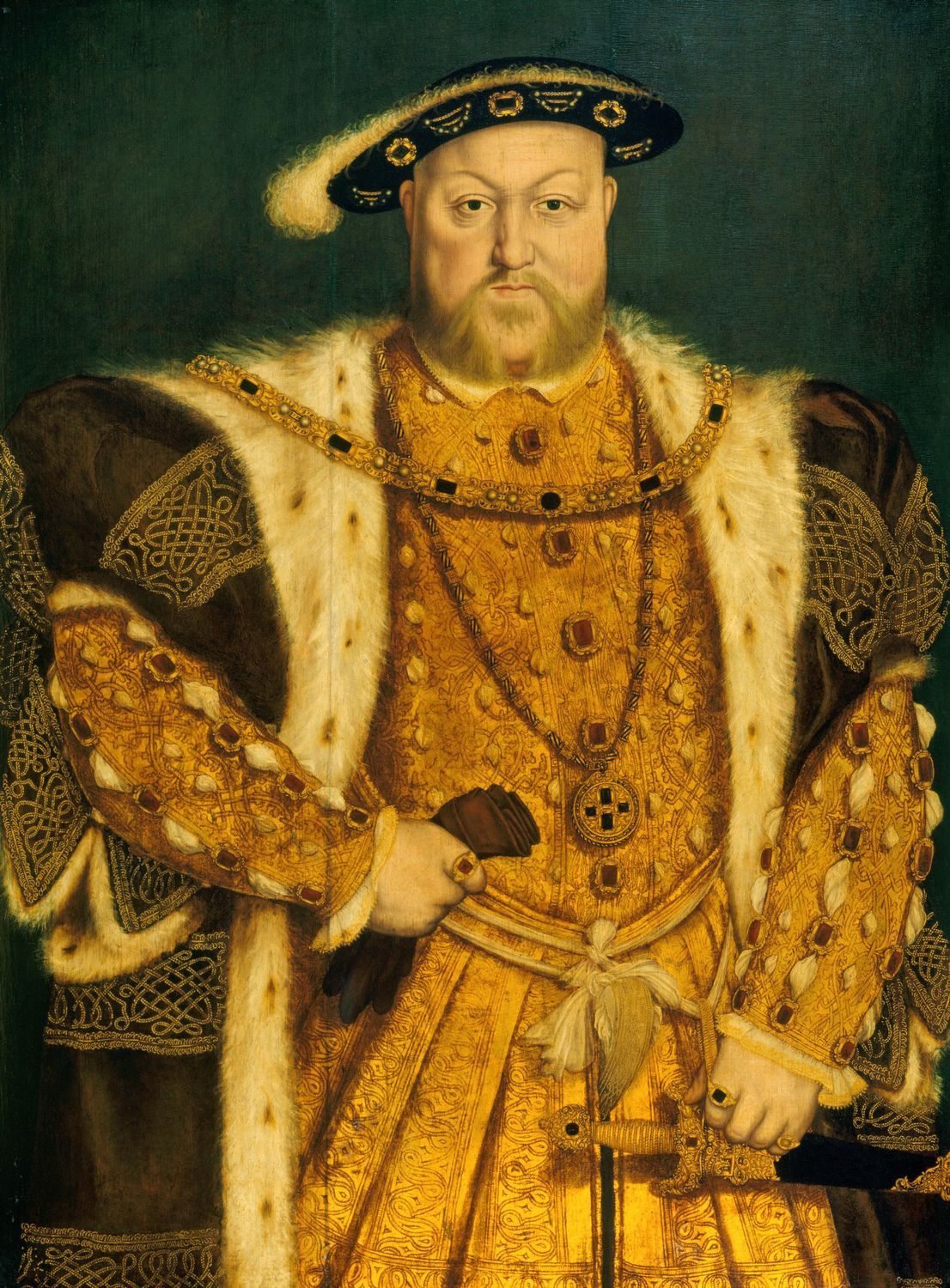
Генрих VIII 1509—1547 Король Англии
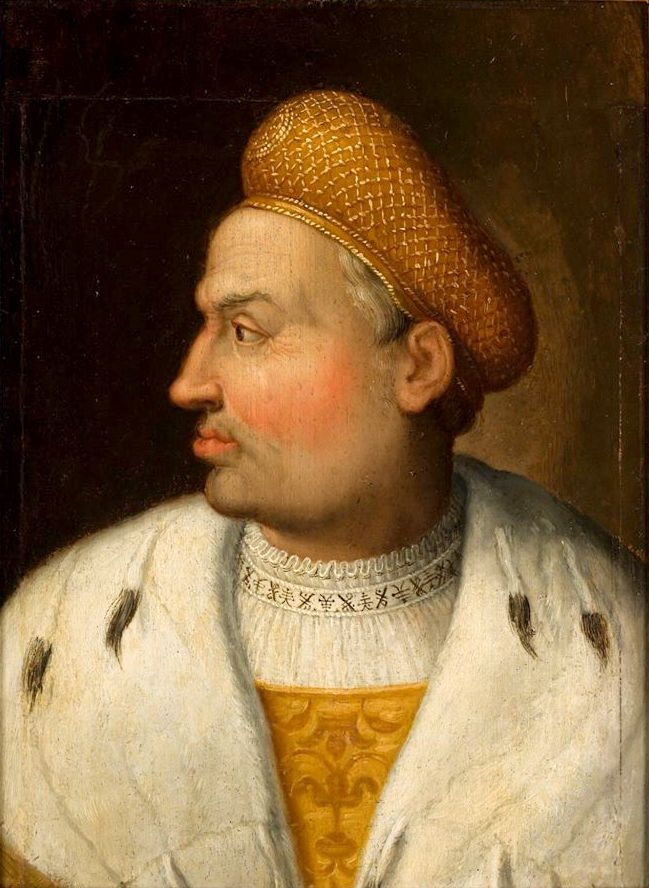
Сигизмунд I Старый 1506—1546 Король Польши и Великий князь Литовский
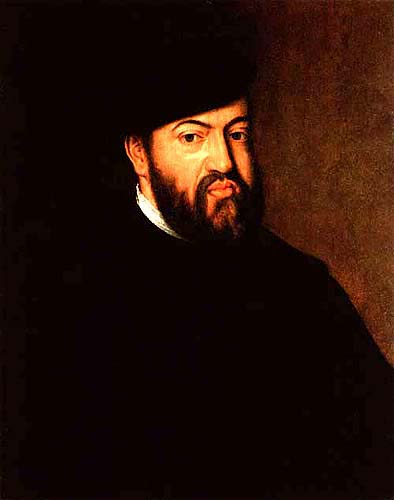
Жуан III Благочестивый 1521—1557 Король Португалии
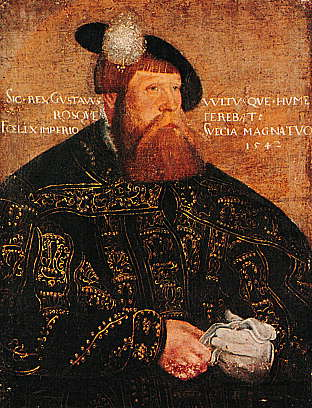
Густав I Ваза 1523—1560 Король Швеции
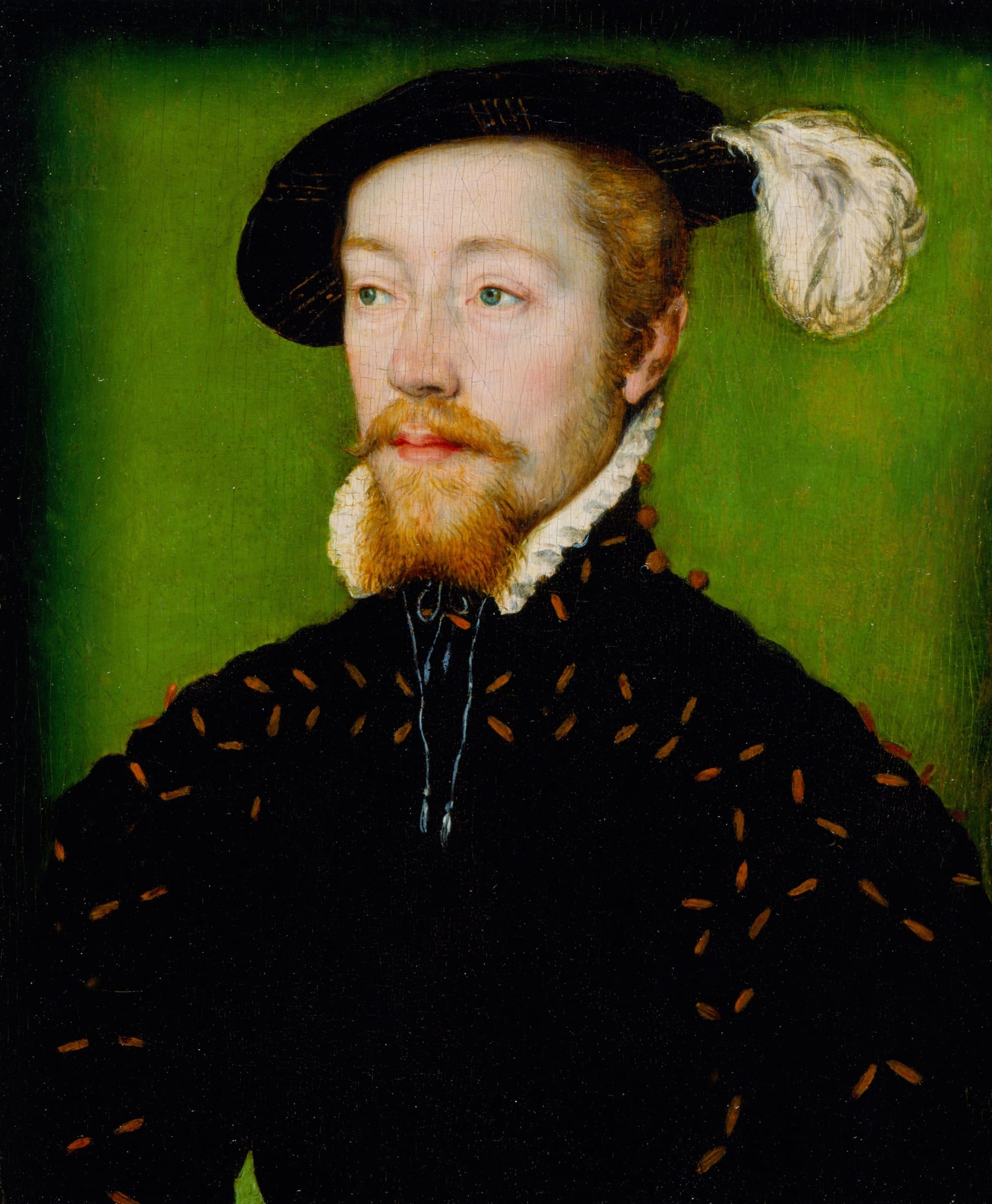
Яков V 1513—1542 Король Шотландии
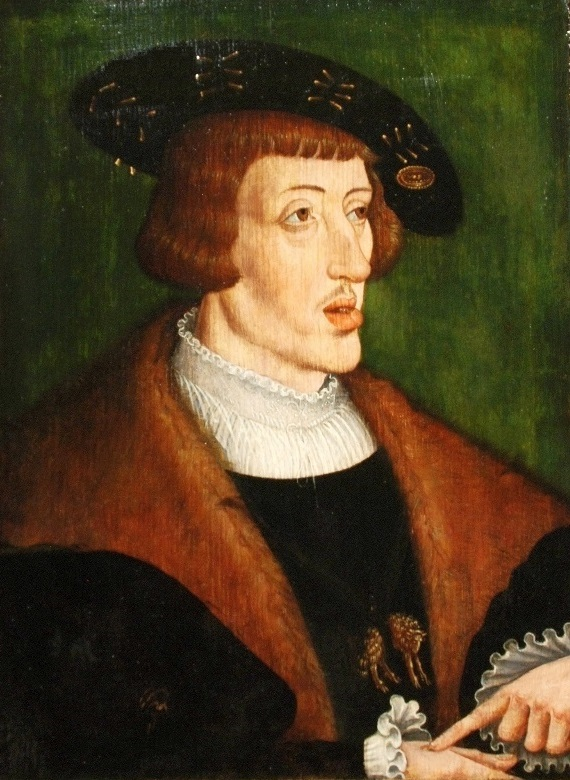
Фердинанд I 1526—1564 Король Венгрии и Чехии
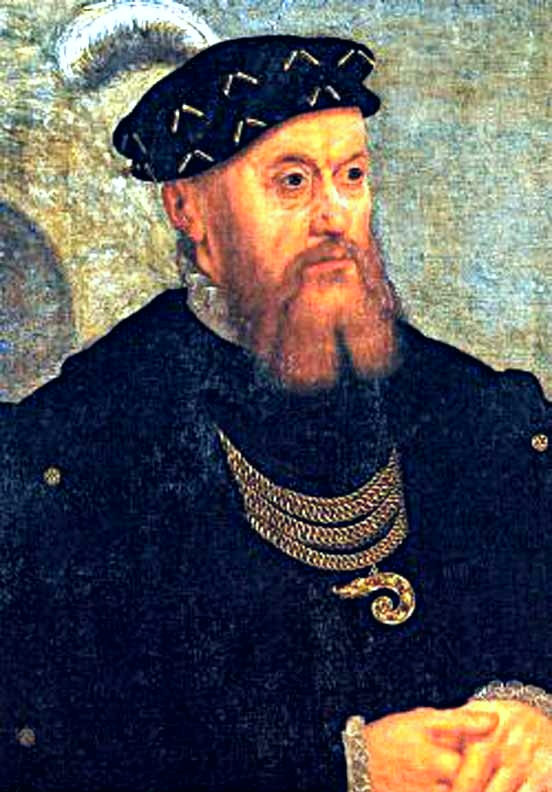
Кристиан III 1534—1559 Король Дании и Норвегии
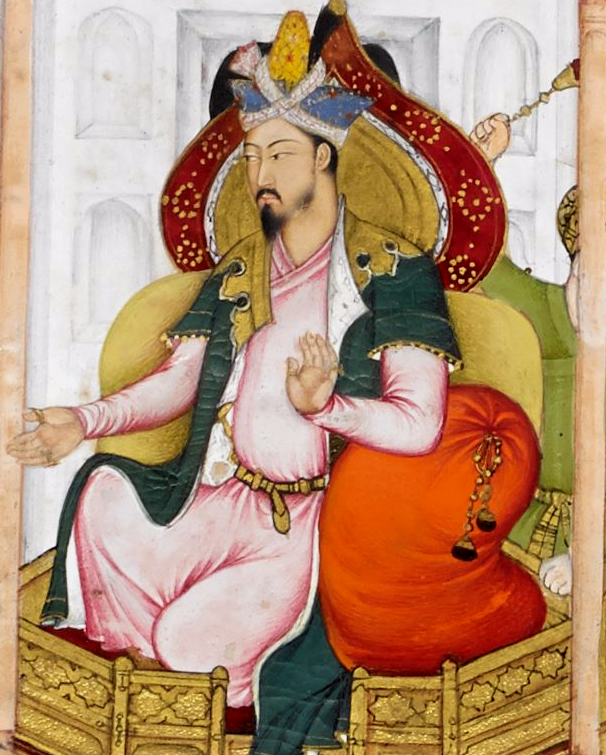
Хумаюн 1530—1540, 1555—1556 Падишах империи Великих Моголов
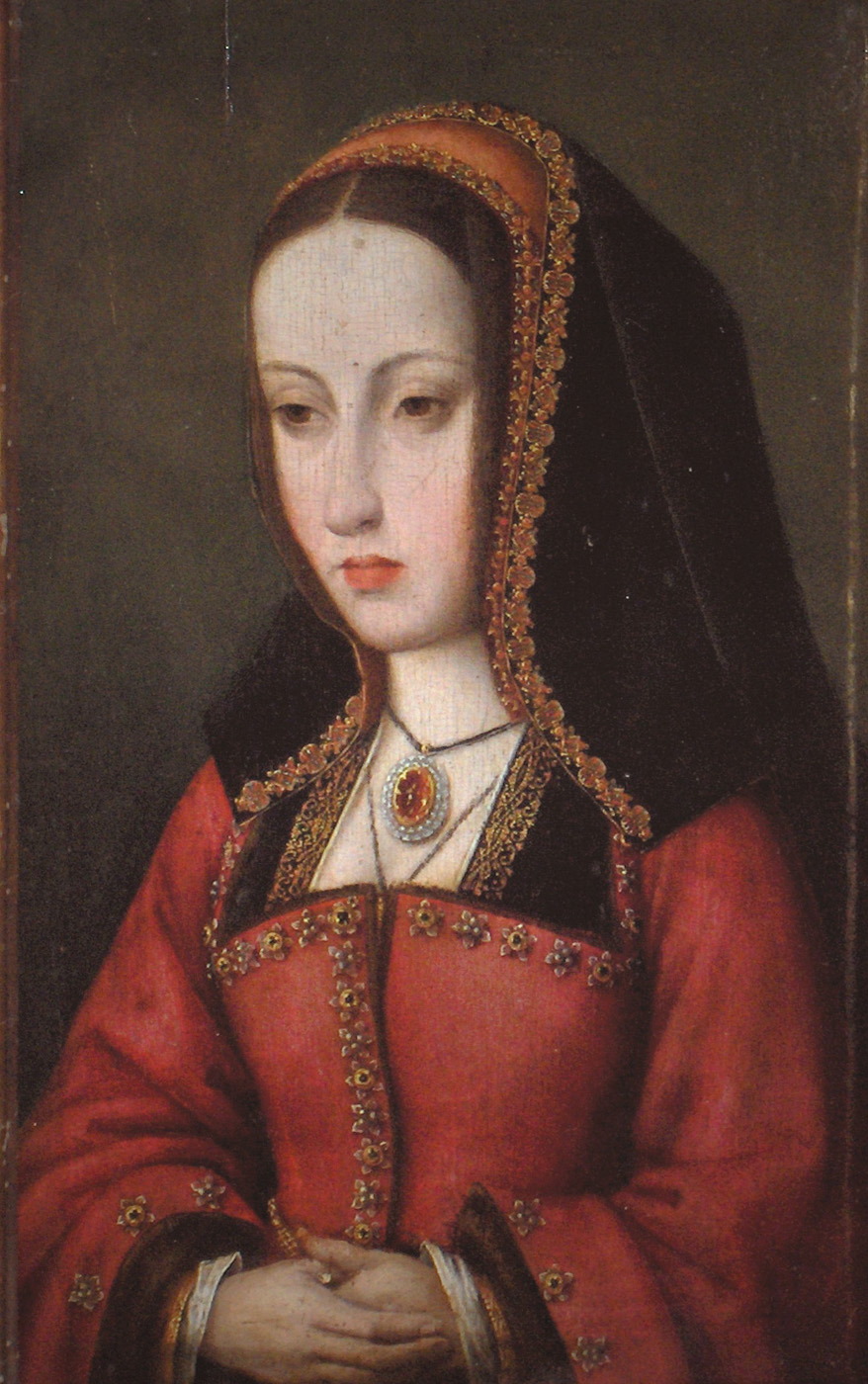
Хуана Безумная 1504—1555 Королева Кастилии и Леона
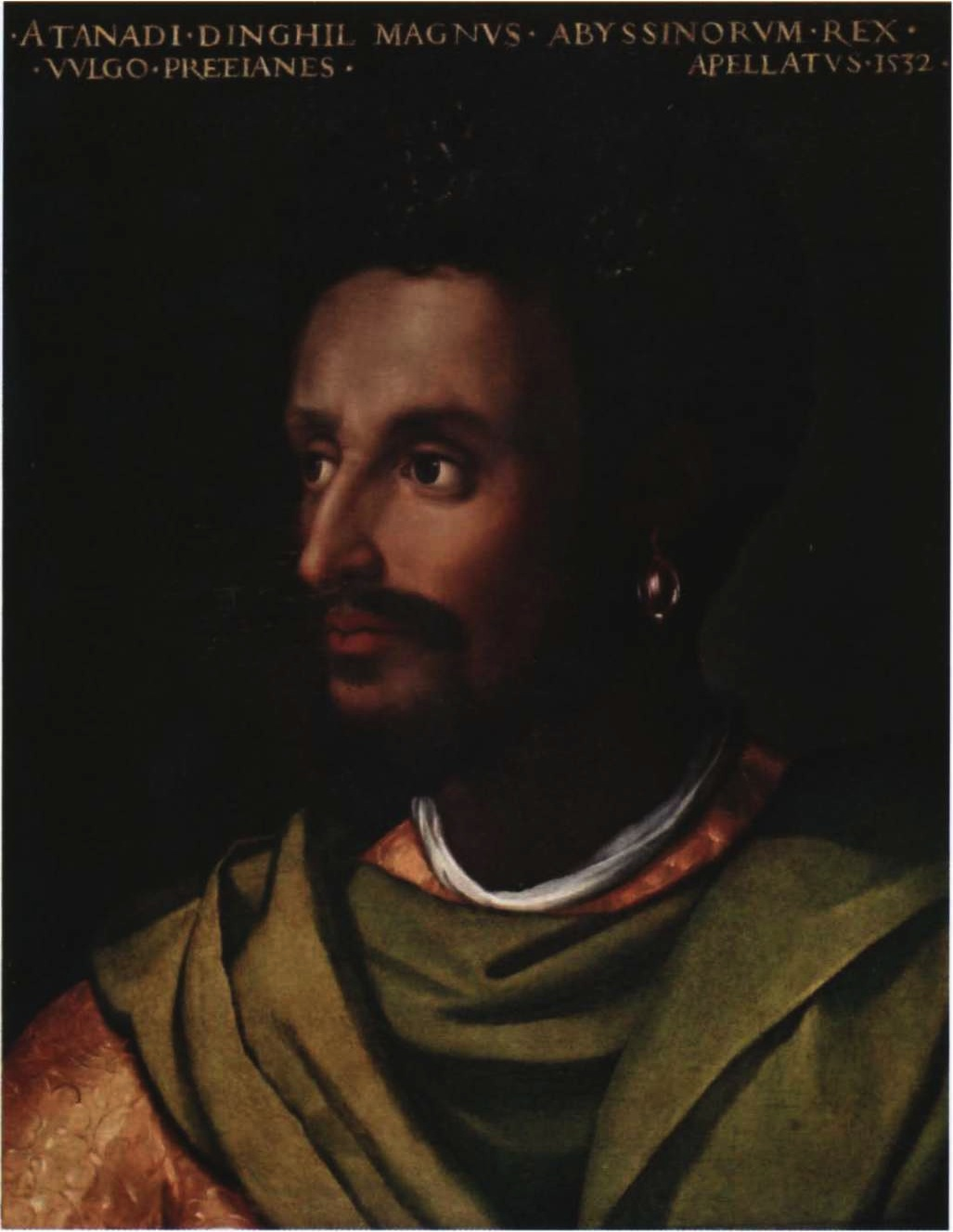
Давид II 1504—1555 Император Эфиопии
Тахмасп I 1524—1576 Шахиншах Ирана
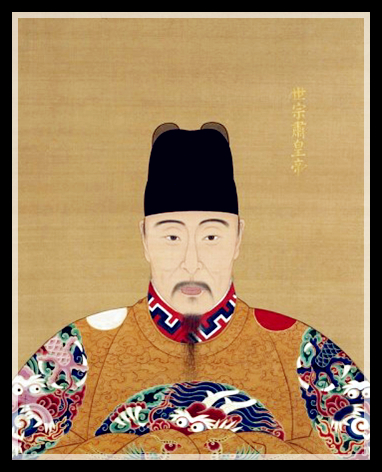
Цзяцзин 1521—1567 Император Китая
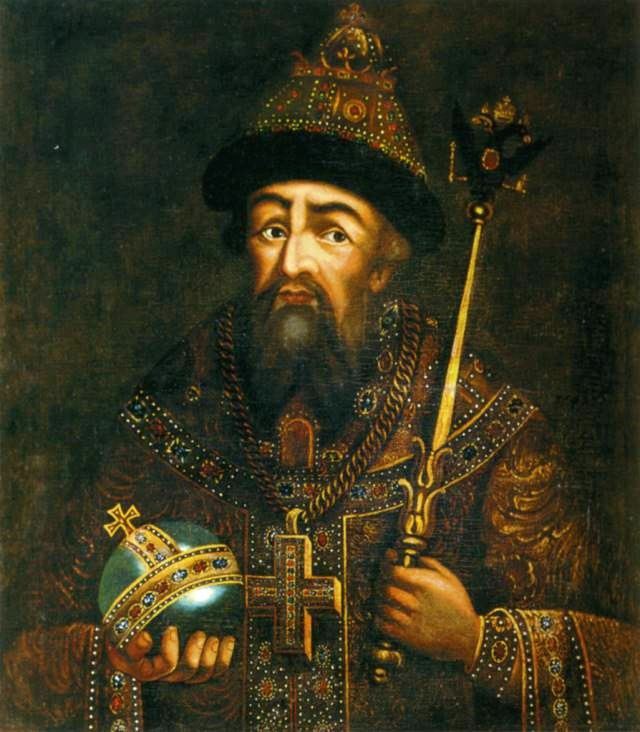
Иван IV Васильевич Грозный 1533—1547 Государь всея Руси
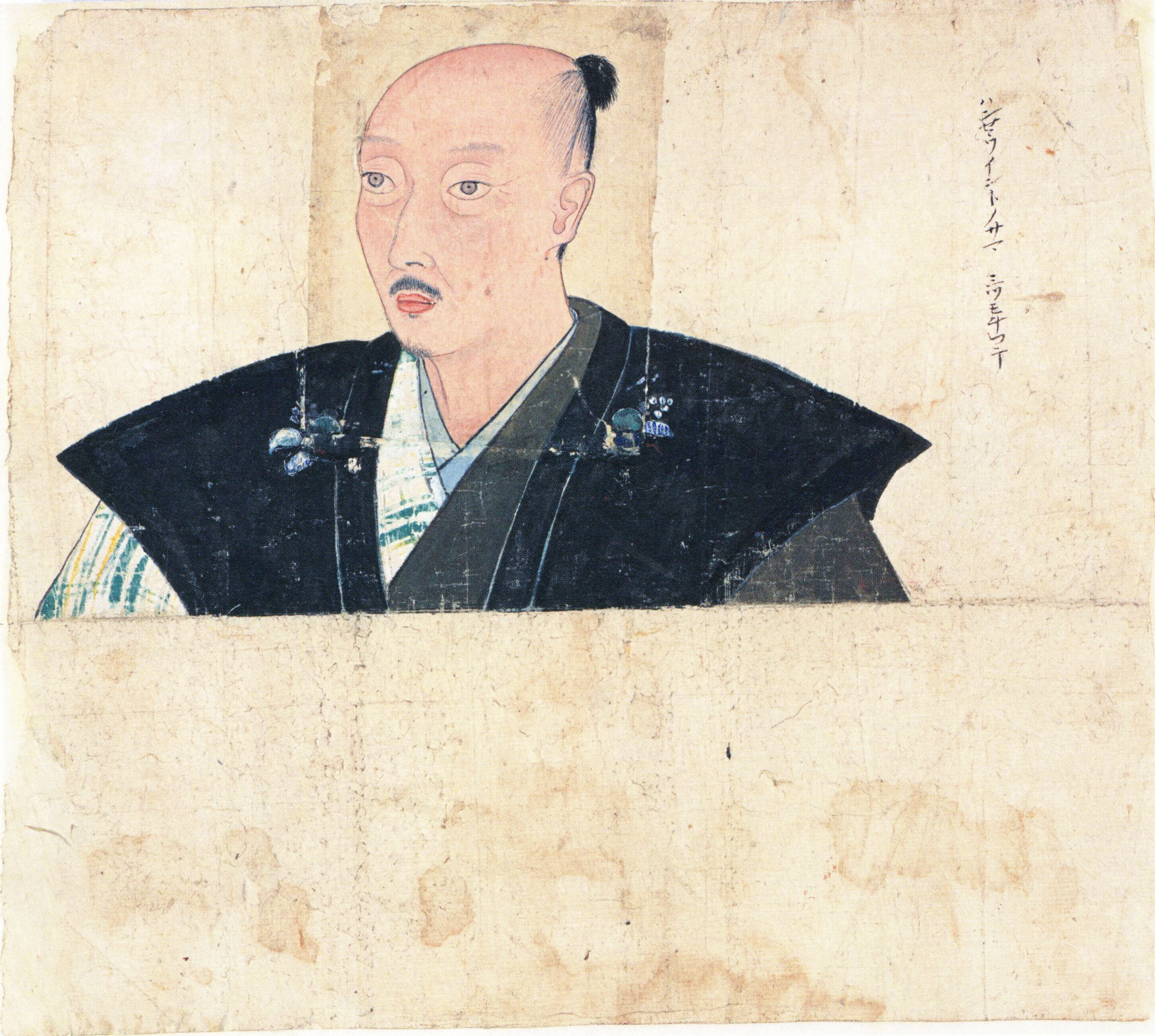
Асикага Ёсихару 1521—1546 Сёгун Японии
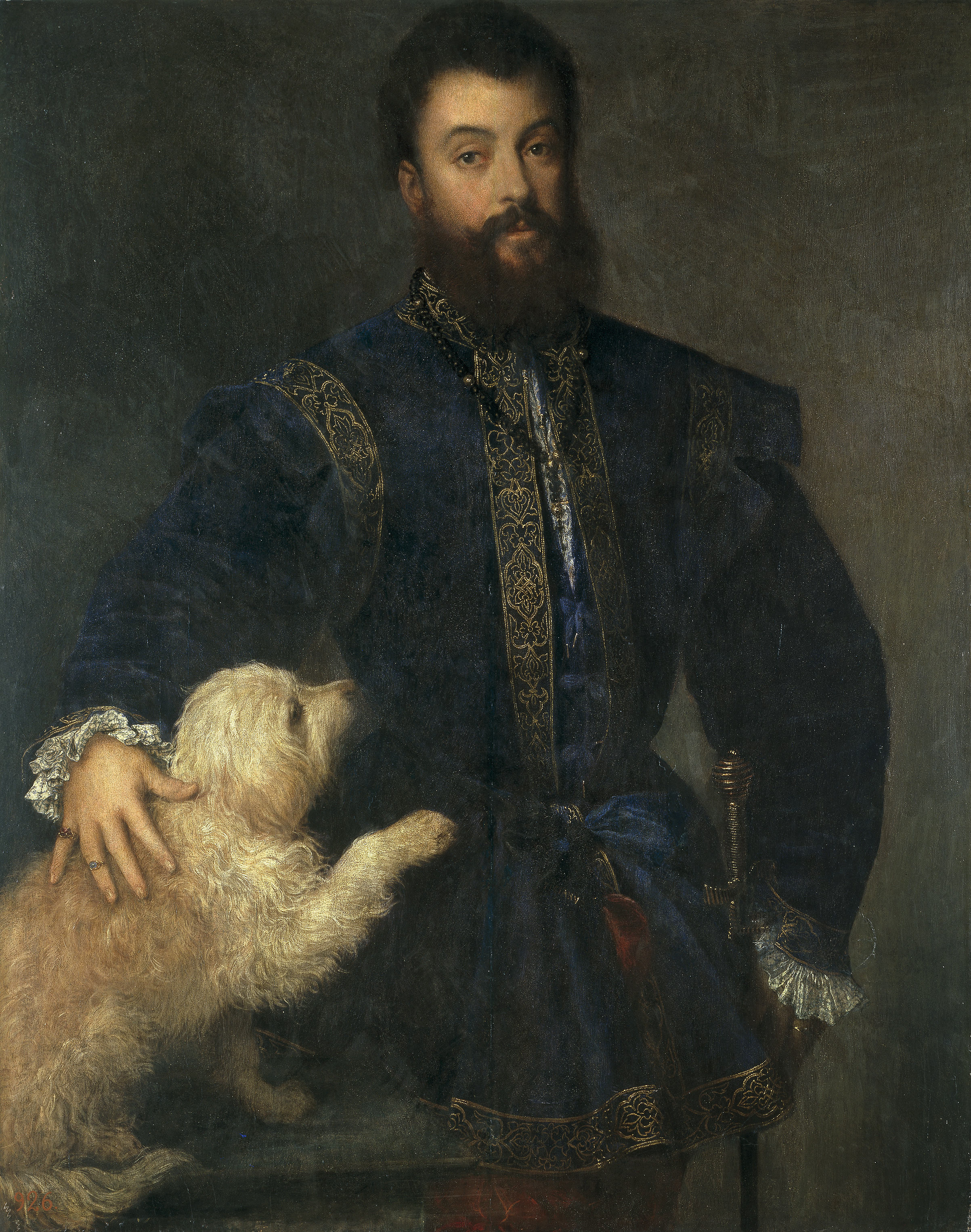
Федерико II Гонзага 1519—1540 Герцог Мантуи
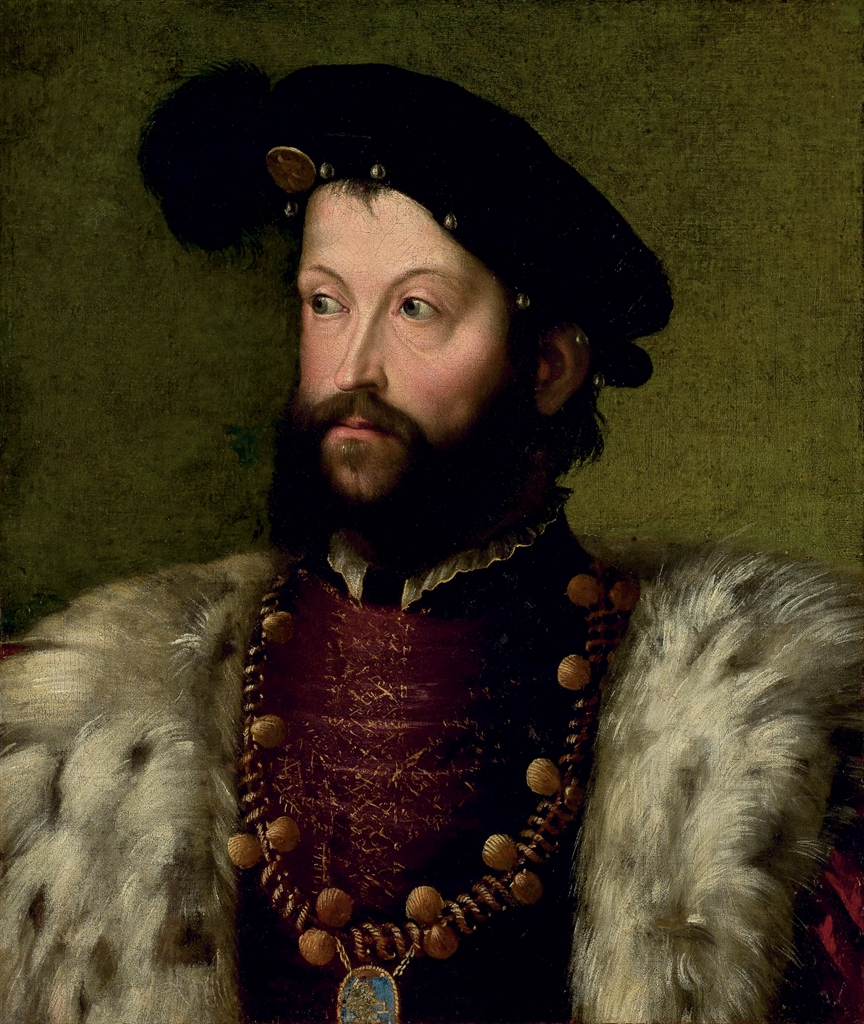
Эрколе II д’Эсте 1534—1559 Герцог Модены, Феррары и Реджо
Козимо I Медичи 1537—1569 Герцог Флорентийский
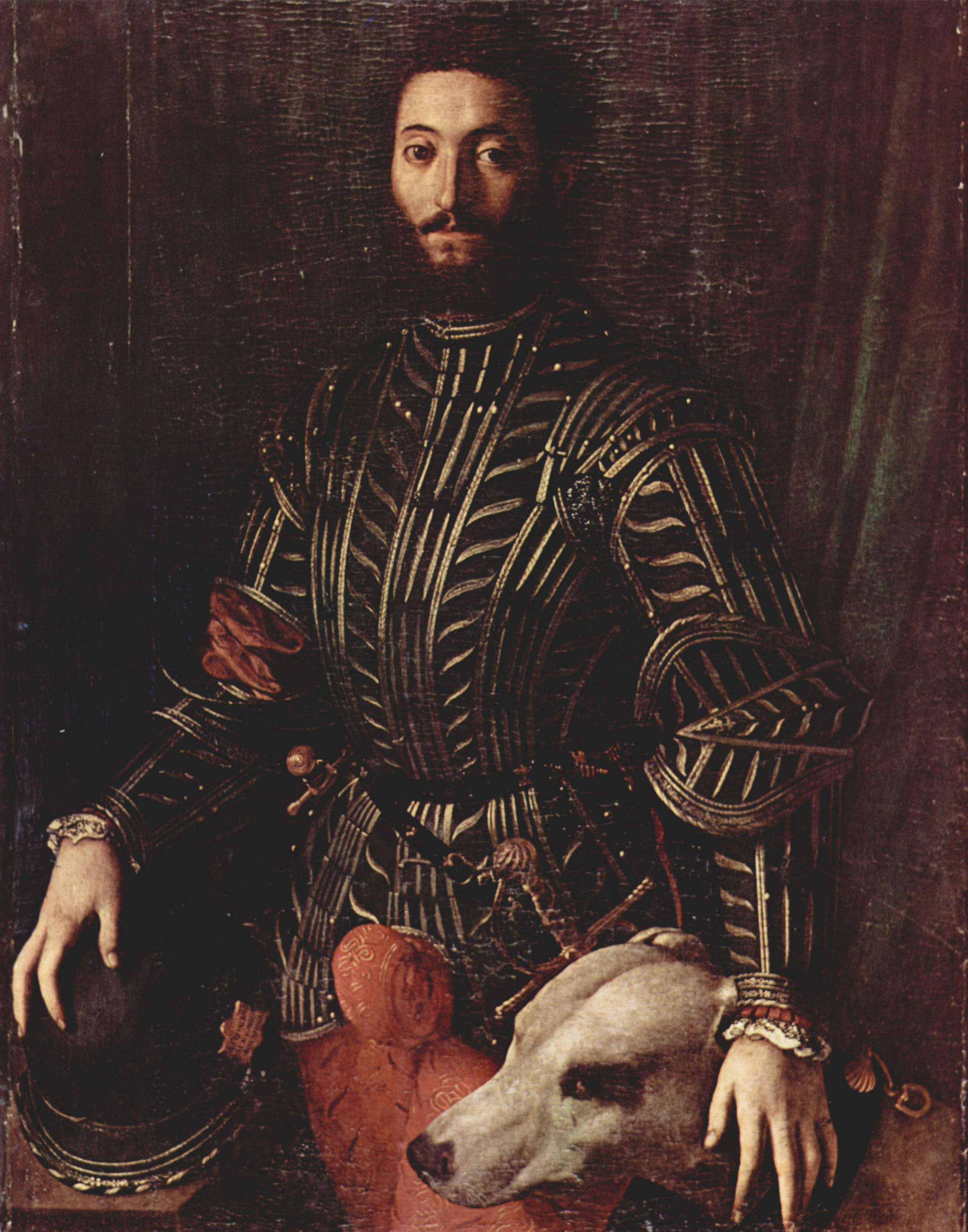
Гвидобальдо II делла Ровере 1538—1574 Герцог Урбино
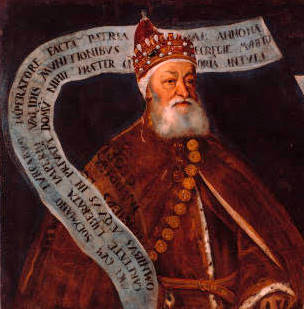
Пьетро Ландо 1539—1545 Дож Венеции
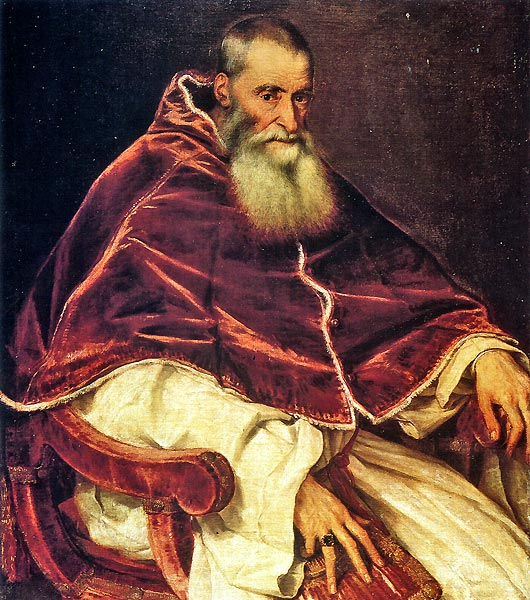
Павел III 1534—1549 Папа Римский